# ウィロビー・D・ミラー
ウィロビー・デイトン・ミラー（Willoughby Dayton Miller、1853年8月1日 - 1907年7月27日）はアメリカ合衆国の歯学者で最初の口腔細菌学者だった。

## 経歴
1853年にオハイオ州アレクサンドリア（Alexandria）で出生。ミシガン大学に入学してからは化学、物理学、数学を専攻しており、これらの科目の学位を1875年に取得した。同大学理学部で修学してからエディンバラ大学、ベルリン大学に留学して歯学専攻に変更した。1877年に留学を終えて帰国するとペンシルベニア大学歯学科を修めた。同大学修了後に再びベルリンに行ってロベルト・コッホに従事して細菌学の研究をして、ベルリン大学歯学科教授に就任した。1907年にミシガン大学歯学部部長就任のため帰国したが程ない7月27日にオハイオ州ニューアークで虫垂炎で亡くなった。